# Glaresis impressicollis
Glaresis impressicollis es una especie de coleóptero de la familia Glaresidae.

## Distribución geográfica
Habita en África.